# Marco Gola
Marco Gola (Milano, 1914 – El Alamein, 24 ottobre 1942) è stato un militare italiano insignito della medaglia d'oro al valor militare alla memoria nel corso della seconda guerra mondiale.

## Biografia
Nacque a Milano 1914, figlio di Giovanni e Adele Gola. Dopo aver conseguito il diploma di perito edile, nel 1935 fu arruolato nel Regio Esercito ed ammesso a frequentare la Scuola allievi ufficiali di complemento per la specialità artiglieria alpini di Bra e nell’agosto 1936 fu nominato sottotenente nel 6º Reggimento alpini. Trattenuto in servizio a domanda, nel gennaio 1937 partì volontario per combattere nella guerra di Spagna dove rimase per oltre due anni, distinguendosi in servizio prima nella 9ª batteria del III Gruppo da 105/28 e poi nella 8ª del II Gruppo da 149/12 del Raggruppamento "Santa Barbara". Rientrato in Italia nel giugno 1939, decorato con una medaglia d'argento e due croci di guerra al valor militare venne posto in congedo, per essere richiamato richiamato in servizio attivo dopo la dichiarazione di guerra del Regno d'Italia a Francia e Gran Bretagna, il 10 giugno 1940. Con il grado di tenente venne assegnato al 5º Reggimento artiglieria da montagna mobilitato, raggiunse in volo il reggimento allora duramente impegnato sul fronte greco-albanese. Ritornato in Patria nel luglio 1941, chiese ed ottenne di passare nella specialità paracadutisti. Frequentato l'apposito corso a Tarquinia fu assegnato al V Battaglione del 186º Reggimento paracadutisti della 185ª Divisione paracadutisti "Folgore" e assunto il comando del plotone mortai da 81 mm nell'agosto 1942 partì per l'Africa Settentrionale Italiana. Cadde in combattimento nel corso della seconda battaglia di El Alamein il 24 ottobre 1942, e fu successivamente insignito della medaglia d'oro al valor militare alla memoria.